# Камінний Брід (Волгоградська область)
Камінний Брід (рос. Каменный Брод) — село у Ольховському районі Волгоградської області Російської Федерації.
Населення становить 414 осіб. Входить до складу муніципального утворення Кам'нобродське сільське поселення.

## Історія
Село розташоване у межах українського історичного та культурного регіону Жовтий Клин.
Згідно із законом від 24 грудня 2004 року № 978-ОД органом місцевого самоврядування є Кам'нобродське сільське поселення.

## Населення
| 2010 |
| ---- |
| 414  |